# Pavel Chekov
Pavel Andrieievich Chekov (z ros.: Павел Андреевич Чехов; trb.: Pawieł Andriejewicz Czechow) – postać fikcyjna z uniwersum Star Trek. Bohater serialu z lat 60. – Star Trek: Seria oryginalna oraz 7 pierwszych filmów pełnometrażowych, a także trzech filmów nowej serii, od jedenastego do trzynastego. 
Chekov, Rosjanin z pochodzenia, był oficerem nawigacji na statku kosmicznym Enterprise. Jego rolę w serialu i pierwszych sześciu filmach odgrywał Walter Koenig, a w trzech filmach nowej serii, Anton Yelchin.

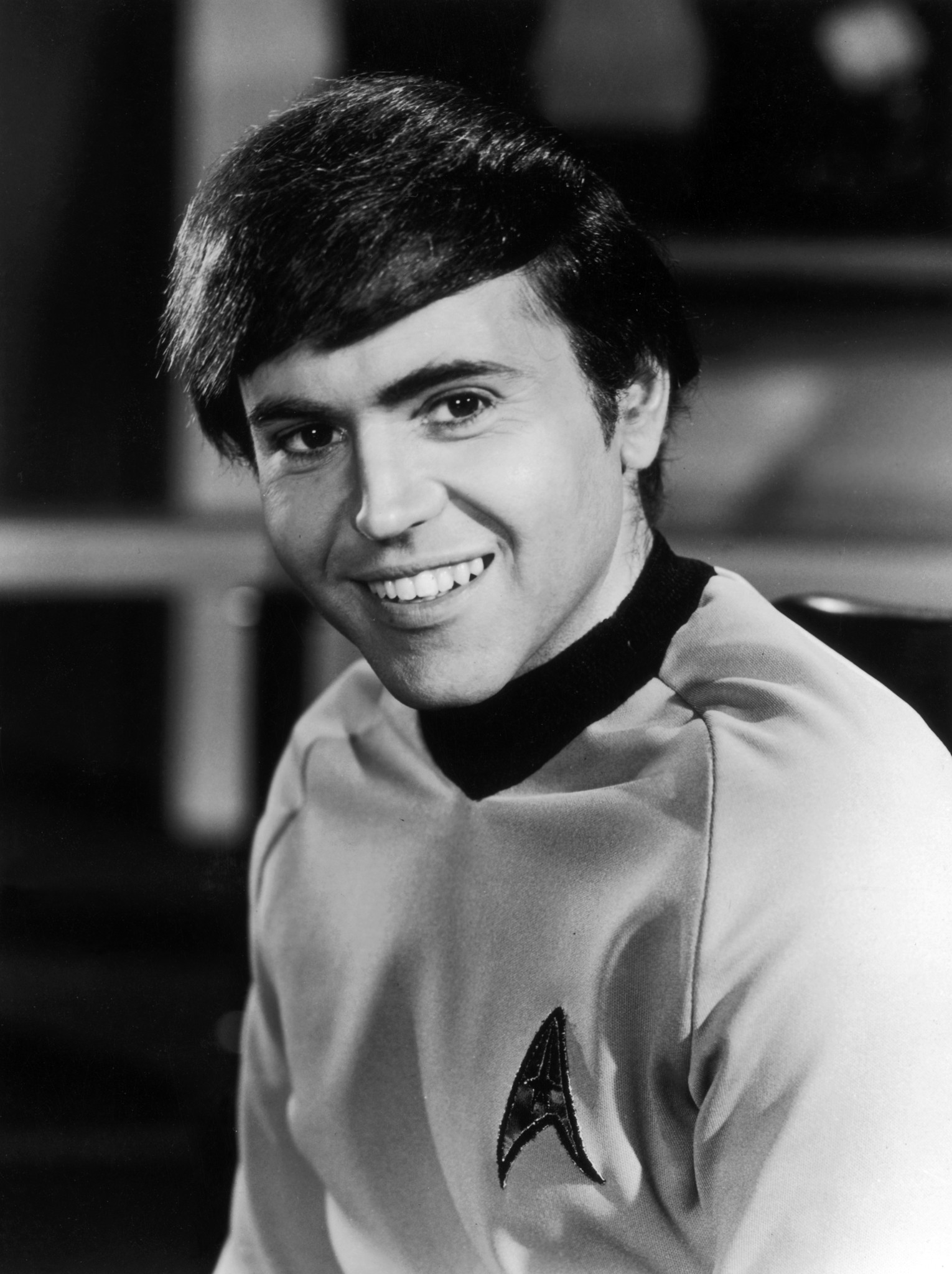
Walter Koenig
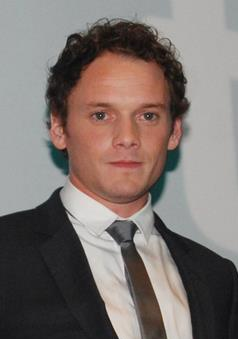
Anton Yelchin